# Battaglia di Braddock Down
La battaglia di Braddock Down fu uno scontro che si svolse il 19 gennaio 1643 presso Braddock Down, in Cornovaglia, in Inghilterra. Fu parte della prima guerra civile inglese, che contrappose Realisti e Parlamentaristi.
Con una vittoria semplice per i Realisti al comando di Sir Ralph Hopton, lo scontro consentì di assicurare la Cornovaglia a re Carlo I e confermò l'alta reputazione di Hopton quale comandante d'esercito oltre che di uomo clemente, risparmiando la vita dei 1 500 prigionieri che raccolse nello scontro. L'esatto luogo ove si svolse lo scontro è stato identificato dagli storici moderni con Boconnoc.

## Preludio
Hopton aveva tentati di marciare nel Devon dalla Cornovaglia ma questo gli era stato impedito dalle forze parlamentariste a Plymouth sotto il comando del conte di Stamford e del colonnello William Ruthven. Si ritirò quindi verso Bodmin Moor ed il 17 gennaio, carico di munizioni e viveri recuperati da una nave parlamentarista che aveva cercato rifugio da una tempesta a Falmouth e che egli aveva recuperato, pensò di riprendere il suo cammino.
Le forze realiste di sir Ralph Hopton si erano accampate la notte tra il 18 ed il 19 gennaio presso Boconnoc. Lasciando il campo, i dragoni realisti incontrarono la cavalleria parlamentarista ad est, scoprendo che l'esercito di Ruthven era dispiegato presso Braddock Down. Ruthven non poteva più attendere i rinforzi promessigli dal conte di Stamford e aveva deciso pertanto di marciare da solo contro i realisti nella speranza di una vittoria facile. Ruthven inizialmente credeva di dover fronteggiare un'avanguardia ma ben presto realizzò di trovarsi di fronte l'intero esercito nemico.

## La battaglia
Ruthven disponeva di un numero maggiore di cavalieri rispetto alla sua controparte, ma Hopton disponeva di più fanti e di due cannoni leggeri. Durante le due ore di scontri questi vennero mantenuti attivi e la battaglia si trasformò in uno scontro a lungo raggio. Dopo aver deciso di attaccare, Hopton ordinò alla fanteria al comando di Sir Bevil Grenville di caricare. I parlamentaristi si posero in difensiva, ma spararono pochi colpi che andarono a colpire due soldati realisti e si diedero poi alla fuga.

## Conseguenze
Le forze parlamentariste, sconfitte, vennero inseguite sino a Liskeard dove altri 1200 soldati vennero catturati. In tutto, 1500 soldati parlamentaristi vennero catturati dai realisti ed altri 200 vennero uccisi sul campo. Hopton guidò alcuni dei sopravvissuti verso Saltash. La battaglia costò poco in termini di vite umane ai realisti ma ebbe conseguenze molto pesanti per i parlamentaristi che perdettero così la prospettiva di controllare la Cornovaglia. La reputazione di Hopton come comandante si rafforzò ulteriormente e venne anche notato per la galanteria dimostrata verso i suoi nemici.